# 788153 Trabia
788153 Trabia è un asteroide della fascia principale. Scoperto nel 2016, presenta un'orbita caratterizzata da un semiasse maggiore pari a 2,819045 UA e da un'eccentricità di 0,008465, inclinata di 4,692513° rispetto all'eclittica. Ha un diametro di circa 1 km.

## Nome
L'asteroide prende il nome dal comune di Trabia, citato nel 1154 dal geografo Muhammad al-Idrisi per la produzione di itriya, un piatto di pasta antenato degli spaghetti .